# Parafia św. Aleksandra Newskiego w Sokółce
Parafia św. Aleksandra Newskiego – prawosławna parafia w Sokółce, w dekanacie Sokółka diecezji białostocko-gdańskiej.
Na terenie parafii funkcjonuje 1 cerkiew i 2 kaplice:
- cerkiew św. Aleksandra Newskiego w Sokółce – parafialna
- kaplica św. Pawły w Sokółce – cmentarna
- kaplica Wszystkich Świętych w Nowowoli – cmentarna

## Historia

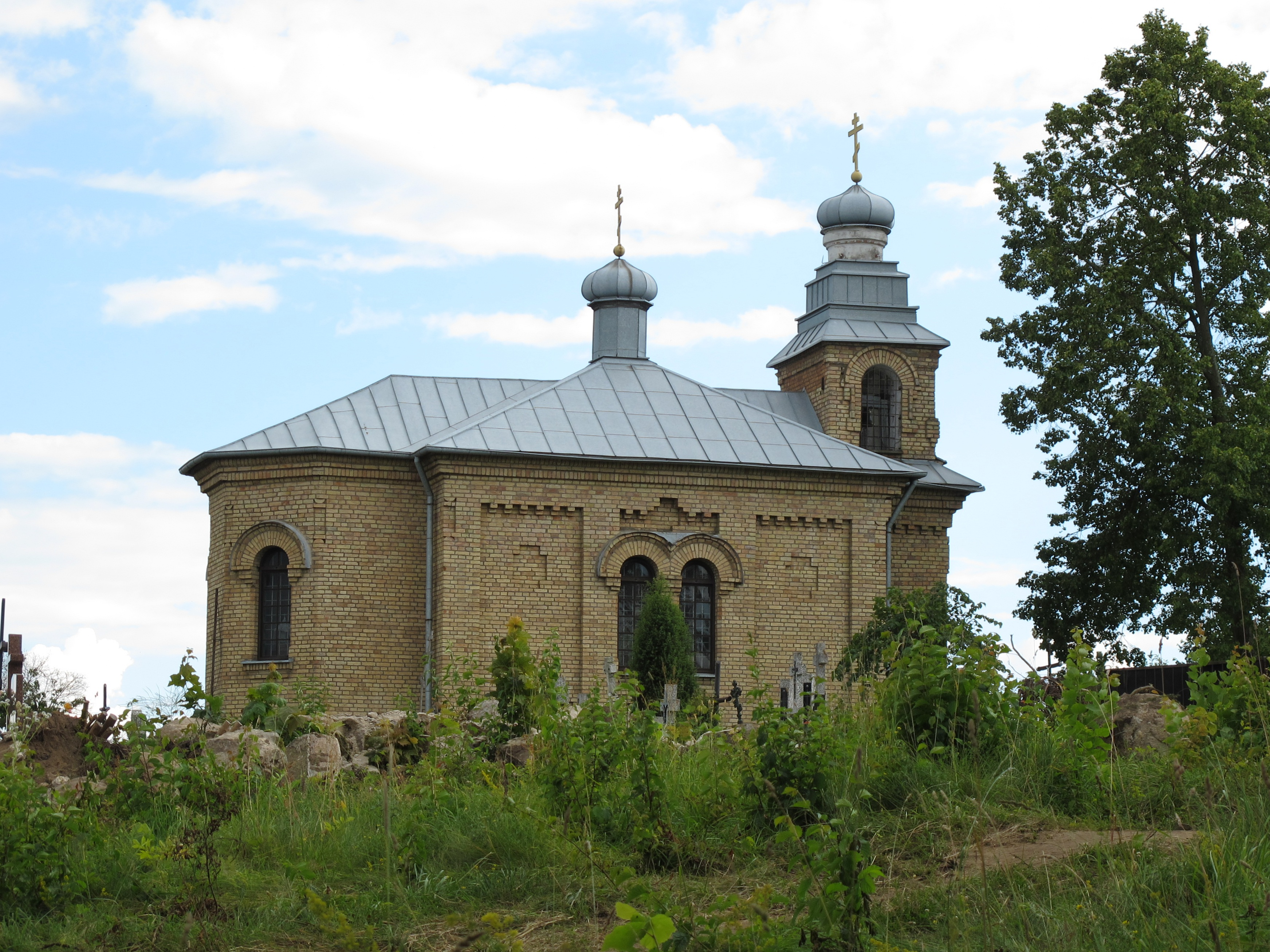
Kaplica cmentarna św. Pawły
w Sokółce

Czas powstania parafii jest trudny do określenia. Zachowały się jednak dokumenty, mówiące o nadaniu dóbr ziemskich w XVI w. przez królową Bonę miejscowym parafiom: rzymskokatolickiej i prawosławnej. W następnych wiekach funkcjonowała w Sokółce parafia unicka, która z czasem zintegrowała się z parafią rzymskokatolicką.
Od podstaw parafia odrodziła się w 1837, na dwa lata przed oficjalnym powrotem unitów do prawosławia (synod połocki). Parafia nie była zbyt liczna (ok. 180 osób) i dopiero włączenie w latach 50. Wierzchlesia i Nowowoli, wsi odległych od Sokółki o 15 km wydatnie zwiększyło liczebność tej społeczności. Pierwsza cerkiew funkcjonowała przy jednostce wojskowej stacjonującej w Sokółce (pułk kutuzowsko-smoleński). W 1839 poświęcono prowizoryczną kaplicę pod wezwaniem św. Mikołaja.
Nową cerkiew pod wezwaniem św. Aleksandra Newskiego wybudowano w latach 1850–1853. Konsekracji świątyni dokonał 26 kwietnia 1853 biskup brzeski Ignacy. W 1869 dobudowano dzwonnicę bramną.
13 sierpnia 1901 na miejscowym cmentarzu prawosławnym konsekrowano kaplicę cmentarną pod wezwaniem św. Pawły.
W 1908 z sokólskiej parafii wydzielono i erygowano samodzielną parafię pod wezwaniem Wszystkich Świętych w Nowowoli. Pomimo podziału parafia liczyła w owym czasie ok. 1600 osób. Połowa z nich była mieszkańcami Wierzchlesia.
W latach 1915–1919 parafia nie funkcjonowała ze względu na bieżeństwo. Wielu ewakuowanych parafian nie powróciło już do miasta i trzonem parafii zostało Wierzchlesie z przyległymi wsiami.
W latach 70. XX w. zbudowano kaplicę pod wezwaniem Wszystkich Świętych na cmentarzu w Nowowoli. W 1992 z parafii sokólskiej wydzielono samodzielną parafię pod wezwaniem św. Jerzego w Wierzchlesiu. W latach 2010–2013 odbudowano zburzoną w czasie II wojny światowej dzwonnicę.

## Liczba wiernych i zasięg terytorialny
W 2017 parafia liczyła 1015 osób zamieszkujących miejscowości: Sokółka, Chwaszczewo, Drahle, Jacowlany, Kol. Jałówka, Kraśniany, Makowlany, Miejskie Nowiny, Nowowola, Sierbowce i Sokolany.

## Wykaz proboszczów
- 1837–1842 – ks. Jan Leonowicz
- 1844–1885 – ks. Julian Sakowicz
- 1885–1903 – ks. Teodor Zauściński
- 1903–1915 – ks. Jakub Griszkowski
- bieżeństwo
- 1919–1925 – ks. Piotr Repnin
- 1925–1933 – ks. Konstanty Michajłow
- 1933–1953 – ks. Jerzy Mackiewicz
- 1953–1971 – ks. Sergiusz Pietraszkiewicz
- 1971–1978 – ks. Włodzimierz Parfien
- 1978–1979 – ks. Grzegorz Szyryński
- 1979–1983 – ks. Włodzimierz Doroszkiewicz
- od 1983 – ks. Włodzimierz Misiejuk